# Villanueva de la Reina
Villanueva de la Reina è un comune spagnolo di 3 319 abitanti situato nella comunità autonoma dell'Andalusia, provincia di Jaén, comarca di Campiña de Jaén.

## Geografia fisica
Villanueva de la Reina è bagnata dal Guadalquivir.